# Quintavalle
I Quintavalle furono una nobile famiglia veneziana, ascritta al patriziato.

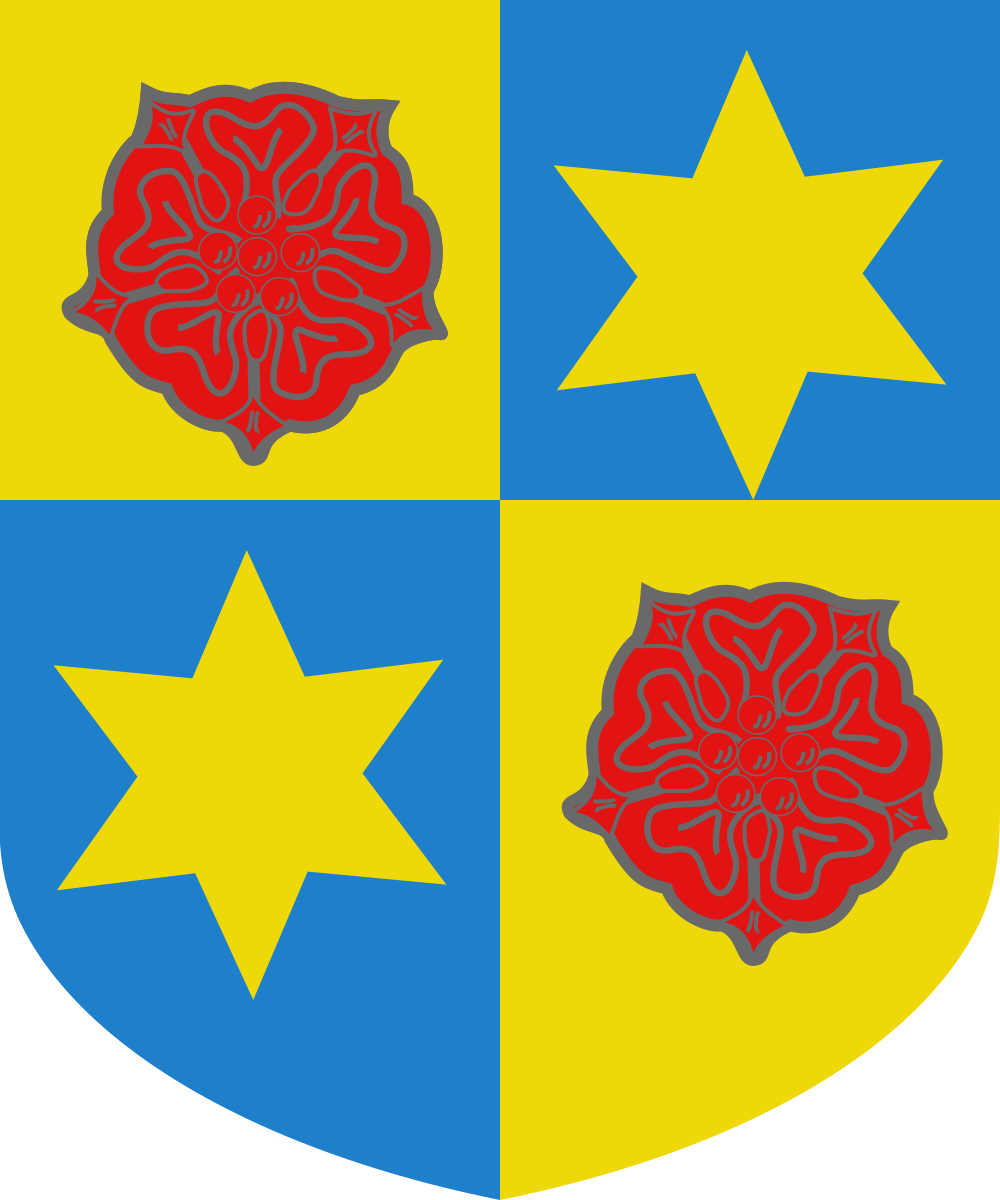
Stemma della famiglia Quintavalle, Arma d'azzurro, al monte di sei cime d'oro, sormontato da un'aquila di nero

## Storia
Anticamente noti come Marturio, la tradizione li fa originari di Padova; si trasferirono poi in Istria e giunsero a Venezia nel 430, dove parteciparono al Maggior Consiglio sin dai tempi più antichi. Sono ricordati tra i primi ad aver colonizzato Olivolo (che fu detta, appunto, isola di Quintavalle), lasciando diverse tracce pure nella toponomastica attuale. Viceversa, altri autori ritengono che fu l'isola a dare il nome alla famiglia, e infatti l'antico avverbio quinavalle significherebbe "luogo basso e remoto", indicandone l'estremità meridionale.
Esclusi dal patriziato con la Serrata del 1297, vi furono riammessi nel 1310 con un Lorenzo di San Pietro di Castello. Si ricordano due rami in particolare, l'uno estintosi nel 1328, l'altro, dimorante a Candia, nel 1582; risultano comunque assenti dal Maggior Consiglio a partire dal 1408-35.
La famiglia si ramificò in tutta Italia.